# Kalsaari (ö i Finland)
Kalsaari är en ö i Finland. Den ligger i sjön Ilmajärvi och i kommunen Ruokolax i den ekonomiska regionen  Imatra ekonomiska region  och landskapet Södra Karelen, i den sydöstra delen av landet, 250 km nordost om huvudstaden Helsingfors. Öns area är 9,4 hektar och dess största längd är 0,6 kilometer i sydöst-nordvästlig riktning.